# The Last Girl : Celle qui a tous les dons
Pour plus de détails, voir Fiche technique et Distribution.
The Last Girl : Celle qui a tous les dons (The Girl with All the Gifts) est un film post-apocalyptique britannique réalisé par Colm McCarthy, sorti en 2016.
Il s'agit de l'adaptation du roman homonyme signé M. R. Carey, qui en est scénariste de ce film,.

## Synopsis
Dans un futur dystopique, l'humanité a été ravagée par une mystérieuse maladie fongique, variante de l’Ophiocordyceps unilateralis. Les personnes qui en sont affectées perdent tout contrôle et se transforment en zombies assoiffés de chair humaine appelés « voraces ».
Le seul espoir de l'espèce humaine réside dans l'étude d'un petit groupe d'enfants de la deuxième génération de voraces, qui, malgré leur appétit pour la chair humaine, semblent dotés d'une nouvelle forme de maîtrise de soi. Emprisonnés dans une base militaire quelque part dans les Home Counties en Angleterre, ces enfants sont soumis aux cruelles expériences du docteur Caroline Caldwell. Exposés à la culture humaine, ils suivent également la classe de l’institutrice de la base, Helen Justineau. Celle-ci, révulsée par les pratiques de Caldwell, ne peut s'empêcher d'être fascinée par l'une de ses élèves, Melanie, qui semble posséder d'exceptionnelles capacités de conscience de soi. Lorsque la base est envahie, le trio s'échappe, aidé dans son entreprise par le sergent Eddie Parks.

## Fiche technique
Sauf indication contraire, les informations mentionnées dans cette section peuvent être confirmées par la base de données cinématographiques IMDb,  présente dans la section « Liens externes ».
- Titre original : The Girl with All the Gifts
- Titre français : The Last Girl : Celle qui a tous les dons
- Réalisation : Colm McCarthy
- Scénario : M. R. Carey, d'après son roman Celle qui a tous les dons (The Girl with All the Gifts)
- Musique : Cristobal Tapia de Veer
- Direction artistique : Philip Barber
- Décors : Kristian Milsted
- Costumes : Liza Bracey
- Photographie : Simon Dennis
- Montage : Matthew Cannings
- Production : Will Clarke, Camille Gatin et Angus Lamont
- Sociétés de production : Altitude Film Sales, BFI Film Fund et Poison Chef
- Société de distribution :
- Pays de production :  Royaume-Uni
- Langue originale : anglais
- Genre : post-apocalyptique, horreur, thriller, dystopie
- Durée : 111 minutes
- Dates de sortie :
  - Suisse : 3 août 2016 (avant-première mondiale au Festival international du film de Locarno)
  - Royaume-Uni : 23 septembre 2016
  - France : 28 juin 2017

## Distribution
- Sennia Nanua (VF : Camille Timmerman) : Melanie
- Gemma Arterton (VF : Chloé Berthier) : Helen Justineau
- Glenn Close (VF : Évelyn Séléna) : Dr Caroline Caldwell
- Paddy Considine (VF : Arnaud Léonard) : Sergeant Eddie Parks
- Anamaria Marinca : Dr. Selkirk
- Dominique Tipper (VF : Laura Zichy) : Devani
- Abigail Sams : un des enfants de l'école
- Fisayo Akinade (VF : Jean-Baptiste Anoumon) : Private Kieran Gallagher
- Anthony Welsh (VF : Eilias Changuel) : Dillon
- Grace McGee : Anne
- Eli Lane : Kenny
- Connor Pratt (VF : Enzo Ratsito) : Peter
- Joseph Lomas : Joe

 Source et légende : version française (VF) sur RS Doublage

## Récompenses
- Festival international du film de Catalogne 2016 : meilleure actrice pour Sennia Nanua
- Festival international du film fantastique de Gérardmer 2017[4] :
  - Prix du public
  - Prix de la meilleure musique originale